# Els Robbé

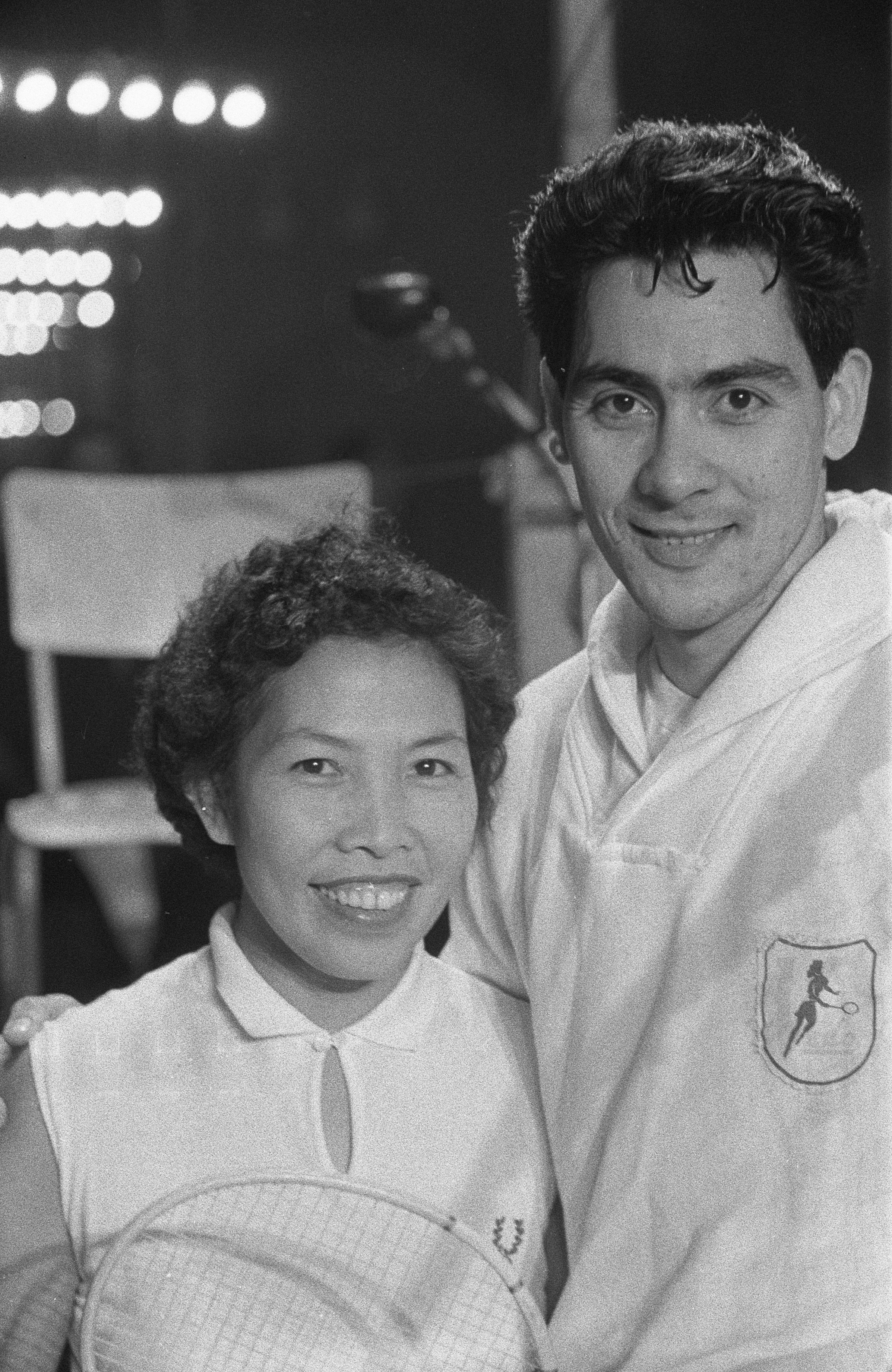
Els Robbé mit Pim Seth Paul 1960

Els Robbé (* 1925; † 17. Dezember 2021) war eine niederländische Badmintonspielerin.

## Karriere
Els Robbé siegte 1953 erstmals bei den nationalen Titelkämpfen in den Niederlanden, wobei sie im Mixed mit Leen Verhoef erfolgreich war. 1955 und 1959 gewannen sie jeweils alle drei möglichen nationalen Titel in den Einzeldisziplinen. 1961 siegte sie national zum letzten Mal.

## Sportliche Erfolge
| Saison | Veranstaltung                      | Disziplin   | Platz | Name                          |
| ------ | ---------------------------------- | ----------- | ----- | ----------------------------- |
| 1953   | Niederlande: Einzelmeisterschaften | Mixed       | 1     | Leen Verhoef / Els Robbé      |
| 1955   | Niederlande: Einzelmeisterschaften | Mixed       | 1     | Leen Verhoef / Els Robbé      |
| 1955   | Niederlande: Einzelmeisterschaften | Dameneinzel | 1     | Els Robbé                     |
| 1955   | Niederlande: Einzelmeisterschaften | Damendoppel | 1     | J. Verhoef / Els Robbé        |
| 1958   | Niederlande: Einzelmeisterschaften | Dameneinzel | 1     | Els Robbé                     |
| 1959   | Niederlande: Einzelmeisterschaften | Mixed       | 1     | P. Ventjer / Els Robbé        |
| 1959   | Niederlande: Einzelmeisterschaften | Dameneinzel | 1     | Els Robbé                     |
| 1959   | Niederlande: Einzelmeisterschaften | Damendoppel | 1     | Els Robbé / Agnes van Leeuwen |
| 1960   | Niederlande: Einzelmeisterschaften | Dameneinzel | 1     | Els Robbé                     |
| 1961   | Niederlande: Einzelmeisterschaften | Dameneinzel | 1     | Els Robbé                     |
| 1961   | Niederlande: Einzelmeisterschaften | Damendoppel | 1     | Els Robbé / Wil Haye          |